# Campionati del mondo Ironman 70.3 del 2016
La gara valida per i Campionati del mondo Ironman 70.3 del 2016 si è tenuta in data 4 settembre a Mooloolaba, Australia.
Tra gli uomini ha vinto l'australiano Timothy Reed, mentre tra le donne si è laureata campionessa del mondo ironman 70.3 la britannica Holly Lawrence.
Si è trattata della 11ª edizione dei campionati mondiali di Ironman 70.3, che si tengono annualmente dal 2006. I campionati sono organizzati dalla World Triathlon Corporation (WTC).

## Ironman 70.3 - Risultati dei Campionati

### Uomini
| Pos. | Tempo    | Nome               | Paese         | Ripartizione tempi | Ripartizione tempi | Ripartizione tempi | Ripartizione tempi | Ripartizione tempi |
| Pos. | Tempo    | Nome               | Paese         | Nuoto              | T1                 | Bici               | T2                 | Corsa              |
| ---- | -------- | ------------------ | ------------- | ------------------ | ------------------ | ------------------ | ------------------ | ------------------ |
|      | 03:44:14 | Timothy Reed       | Australia     | 22:53              | 2:14               | 02:06:12           | 1:52               | 01:11:03           |
|      | 03:44:16 | Sebastian Kienle   | Germania      | 24:14              | 2:11               | 02:04:45           | 1:48               | 01:11:18           |
|      | 03:44:40 | Ruedi Wild         | Svizzera      | 22:47              | 2:21               | 02:06:28           | 1:57               | 01:11:07           |
| 4    | 03:45:52 | Terenzo Bozzone    | Nuova Zelanda | 22:44              | 2:11               | 02:06:20           | 1:53               | 01:12:44           |
| 5    | 03:46:02 | Sam Appleton       | Australia     | 22:40              | 2:17               | 02:06:23           | 1:51               | 01:12:51           |
| 6    | 03:46:21 | Nicholas Kastelein | Australia     | 22:43              | 2:15               | 02:06:41           | 1:56               | 01:12:46           |
| 7    | 03:46:32 | Tim Don            | Regno Unito   | 22:51              | 2:10               | 02:06:37           | 1:57               | 01:12:57           |
| 8    | 03:46:47 | Maurice Clavel     | Germania      | 22:53              | 2:11               | 02:06:18           | 1:46               | 01:13:39           |
| 9    | 03:47:14 | Lionel Sanders     | Canada        | 25:41              | 2:15               | 02:06:42           | 2:02               | 01:10:34           |
| 10   | 03:47:28 | Craig Alexander    | Australia     | 22:49              | 2:05               | 02:06:39           | 1:52               | 01:14:03           |

### Donne
| Pos. | Tempo    | Nome               | Paese       | Ripartizione tempi | Ripartizione tempi | Ripartizione tempi | Ripartizione tempi | Ripartizione tempi |
| Pos. | Tempo    | Nome               | Paese       | Nuoto              | T1                 | Bici               | T2                 | Corsa              |
| ---- | -------- | ------------------ | ----------- | ------------------ | ------------------ | ------------------ | ------------------ | ------------------ |
|      | 04:09:12 | Holly Lawrence     | Regno Unito | 23:24              | 2:17               | 02:19:28           | 2:15               | 01:21:48           |
|      | 04:11:09 | Melissa Hauschildt | Australia   | 26:46              | 2:33               | 02:21:06           | 2:01               | 01:18:43           |
|      | 04:13:36 | Heather Wurtele    | Canada      | 25:05              | 2:29               | 02:22:26           | 1:58               | 01:21:38           |
| 4    | 04:14:09 | Daniela Ryf        | Svizzera    | 24:12              | 2:34               | 02:23:47           | 2:17               | 01:21:19           |
| 5    | 04:17:16 | Caroline Steffen   | Svizzera    | 24:13              | 2:41               | 02:23:09           | 2:03               | 01:25:10           |
| 6    | 04:17:26 | Annabel Luxford    | Australia   | 24:11              | 2:31               | 02:23:44           | 2:02               | 01:24:58           |
| 7    | 04:17:40 | Laura Philipp      | Germania    | 27:16              | 2:30               | 02:24:46           | 2:08               | 01:21:00           |
| 8    | 04:17:53 | Alicia Kaye        | Stati Uniti | 24:17              | 2:22               | 02:23:31           | 2:08               | 01:25:35           |
| 9    | 04:18:17 | Radka Vodičková    | Rep. Ceca   | 24:10              | 2:35               | 02:26:51           | 2:04               | 01:22:37           |
| 10   | 04:18:19 | Magali Tisseyre    | Canada      | 24:16              | 2:30               | 02:23:49           | 2:08               | 01:25:36           |